# O形環

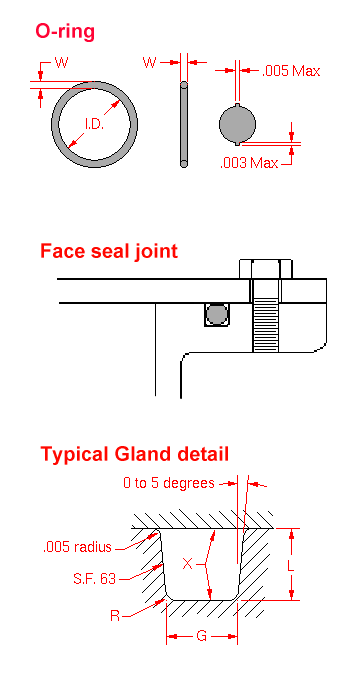
典型的O形環應用

O形環，（又稱：O型環、O環、O型圈、O令）是一種圓環形狀的機械墊片，它是環狀的彈性體，斷面常見為圓形，一般會固定在一凹槽中，組裝過程中會被兩個或兩個以上的組件壓縮，因此產生密封的接口。
因為價格便宜，製造簡單，功能可靠，並且安裝要求簡單，O形環是最常見的密封用機械設計、少部分作為傳動用皮帶。O形環承受幾十帕斯卡（千磅）的壓力。O形環可用於靜態的應用中，也可以用在部件之間有相對運動的動態應用中，例如旋轉泵的軸（通常使用油封）和液壓缸活塞。

## 製造
O形環通常以壓縮成型、轉移成型、射出成型來製造。

## 理論和設計
O形環是所有已工程化的密封設計中最簡單的一種，而且也相當準確而好用，是最常見的和重要的機械設計元素中的一種。
O型圈有各種公制和英制標準尺寸。尺寸以其內部直徑和截面直徑（厚度）來表示。在美國，最常見的英制標準尺寸是依照SAE AS568C規範（即AS568 - 214）。ISO 3601-1:2008包含了全世界最常用的公制及英制標準尺寸。英國也有稱為BS尺寸的標準尺寸，通常是從BS001到BS932，但也存在其他的規格尺寸。

### 高溫應用
在一些高溫應用中，O形環可能需要以切向壓縮狀態安裝，以補償高夫-焦耳效應。

## 材料

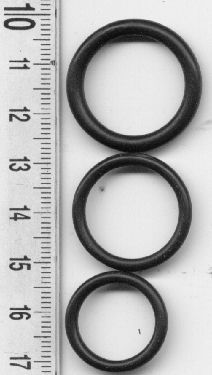
一些O形環

O形環材料的選擇是基於化學相容性、使用溫度、密封壓力、潤滑要求、硬度、尺寸和成本。
合成橡膠-热固性聚合物：
- 顺丁橡胶（BR）
- 丁基橡膠（IIR）
- 氯磺化聚乙烯（英语：Hypalon）（CSM）
- 三元乙丙橡膠（EPDM）
- 乙丙橡膠（EPR）
- 氟橡膠（FKM、Viton）
- 丁腈橡膠（NBR）
- 全氟橡膠（FFKM）
- 丙烯酸酯橡膠（ACM）
- 氯丁橡膠（CR）
- 聚異戊二烯橡膠（IR）
- 聚硫橡膠（PSR）
- 硅橡胶（SIR）
- 苯乙烯丁二烯橡膠（SBR）

熱塑性塑料：
- 熱塑性彈性體（英语：Thermoplastic elastomer）（TPE）苯乙烯
- 熱塑性聚烯烴（英语：Thermoplastic olefin）（TPO）LDPE，HDPE，LLDPE，ULDPE
- 熱塑性聚氨酯（TPU）聚醚，聚酯
- 熱塑性 etheresterelastomers（EEEs）共聚酯
- 熱塑性聚酰胺（PEBA）聚酰胺
- 熔體可加工橡膠（MPR）
- 熱塑性硫化橡膠（TPV）

## 失效
O形環材料可能會因為高溫或低溫、化學腐蝕、振動、磨損和運動而失效。需依這些條件下的情形選擇彈性體。
有些O形環材料能夠承受低至73K或是高達523K的極端溫度，但上述的極低溫下，幾乎所有的工程材料都會變硬，無法密封，而上述的極高溫下，材料可能會燃燒或分解。化學攻擊可以分解材料、使O形環出現脆性裂紋或導致其膨脹。例如，沒有保護的丁腈橡膠若接觸到臭氧氣體，即使濃度非常低，也可能受損壞。若接觸到低粘度流體，可能會使O形環膨脹，造成尺寸增加，也降低了橡膠的拉伸強度。若使用了錯誤尺寸的O形環，也可能會造成失效，導致O形環無法正常使用。

## 未來
若O形環材質使用導電炭黑或其他填充物，可以有類似導電橡膠的性質，例如防止電弧、防止靜電火花、避免讓橡膠成為電容器，在其兩端整體積聚電荷。這些材料可能是摻雜炭黑和橡膠與金屬填充助劑，降低火花產生的風險。它可以用在油管上。

## 標準
- ISO 3601流體動力系統- O形環
- ISO 3601-1:2008 內徑，橫截面，公差和指定代碼
- ISO 3601-2:2008 外殼尺寸為一般應用
- ISO 3601-4:2008 抗擠壓環（後備環）